# ألان كاميرون
ألان كاميرون (بالإنجليزية: Alan Cameron)‏ هو باحث في تاريخ العصور الكلاسيكية ومؤرخ بريطاني، ولد في 13 مارس 1938، وتوفي في 31 يوليو 2017 في نيويورك في الولايات المتحدة.